# Lions de North Alabama
Les Lions de North Alabama sont les équipes sportives de l’université de North Alabama (en), située à Florence, en Alabama. Les Lions sont membres de la division I de la National Collegiate Athletic Association (NCAA) et participent à l'ASUN Conference. En football américain, les Lions sont les rangs de la Division I Football Championship Subdivision de l'United Athletic Conference (UAC), formé après la saison 2022 en tant que fusion de football américain uniquement de l'ASUN Conference et de la Western Athletic Conference (WAC)
. L'université compte 14 équipes sportives universitaires, six équipes masculines et huit équipes féminines.  
L’automne 2018 marque la première année de passage des Lions à la Division I. Ils ont une longue tradition en Division II et ont remporté de nombreux titres nationaux en compétition dans la Gulf South Conference (en). 
Pendant plusieurs années, l’UNA envisage de passer de la division II à la division I. Le 6 décembre 2016, ils sont invités à se joindre à la conférence Atlantic Sun pour la plupart des sports sauf le football américain, qui rejoint la conférence Big South,,
À partir de la saison 2021, l'ASUN a établi un partenariat pour le football américain avec la WAC. L'ASUN a joué un calendrier complet de conférences en 2022, mais a maintenu son partenariat avec la WAC. Après cette saison, les deux conférences ont entièrement fusionné leurs ligues de football américain pour créer l'UAC.

## Sports pratiqués
Le département des sports de l'UNA parraine les sports suivants : 
| Équipes masculines - Baseball - Basketball - Cross-country - Football américain - Golf - Tennis | Équipes féminines - Basketball - Cross-country - Football - Softball - Tennis - Athlétisme* - Volley-ball |

*L'athlétisme comprend les compétitions indoor et outdoor.

### Football américain

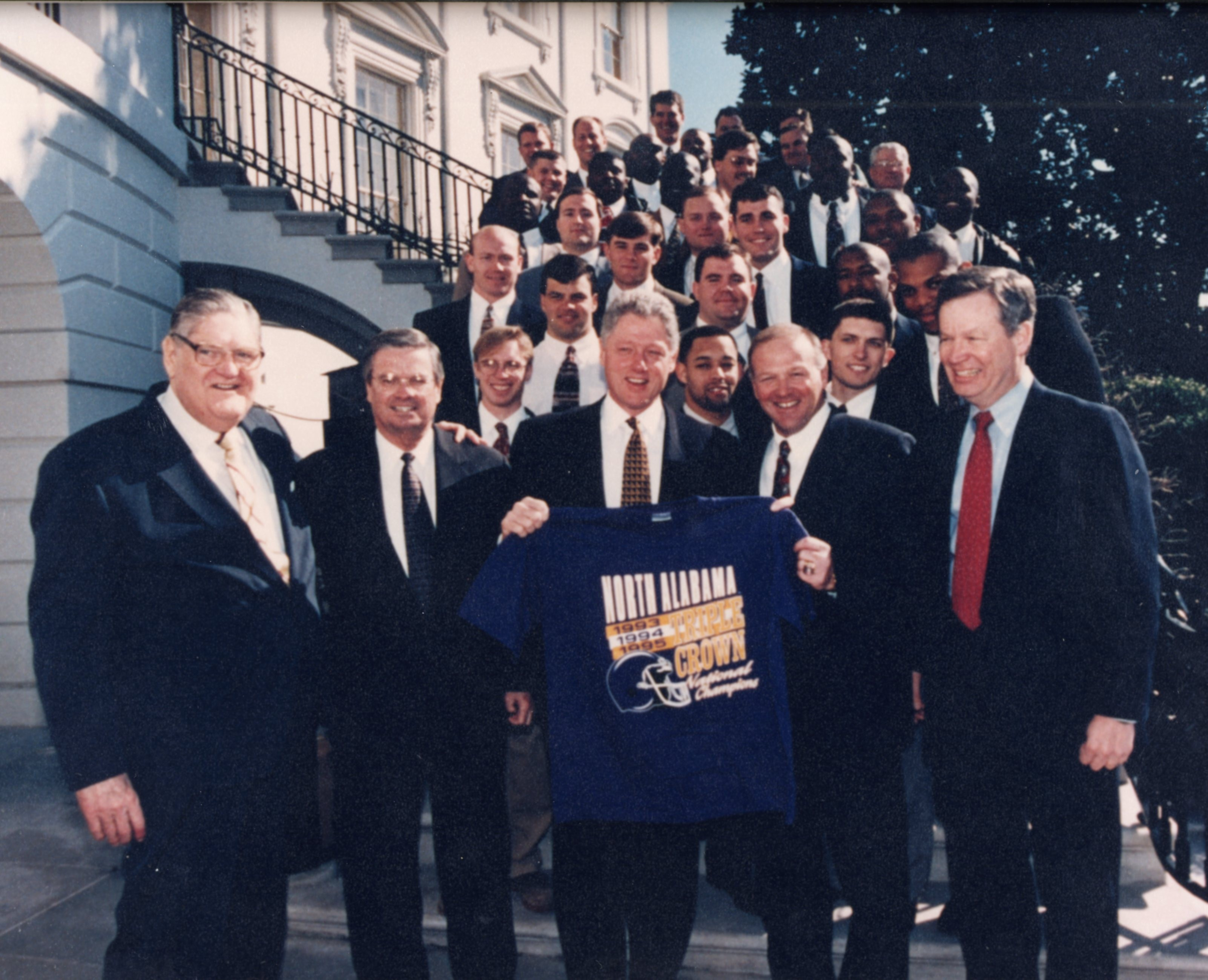
L'entraîneur Bobby Wallace, le président de l'UNA, Robert Potts, et des membres de l'équipe du championnat national 1995 posent avec le président Bill Clinton et le sénateur américain Howell Heflin à la Maison Blanche.

Basé sur une histoire compilée par le site Web sportif officiel de l'université, le football a un début particulièrement peu propice à la Florence Normal School. Le premier match de football de l'institution en 1912 se termine avec la défaite de Florence contre Sewanee, 101-0. L’institution poursuivit un programme de football pendant 16 ans en dépit de résultats médiocres, et le termina finalement en 1928 après avoir perdu deux fois contre le Marion Institute, 86-0 et 85-0. 
Cependant, après la reprise du football en 1949 par le président de l'époque, EB Norton, la situation s'améliore considérablement. 

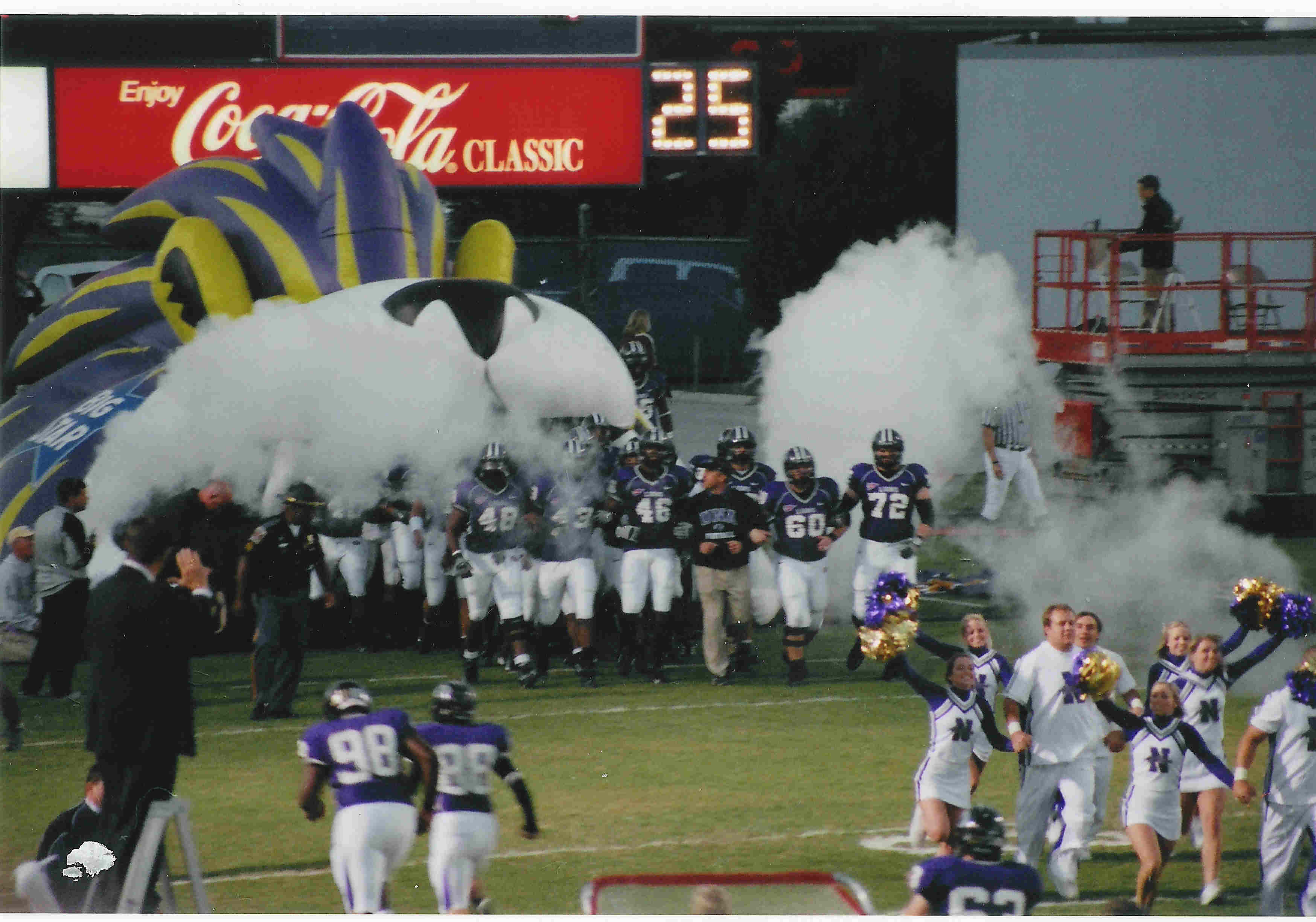
Les Lions de l’UNA sortant du tunnel des Victoires du Lion au stade municipal de Braly avant le début du match à domicile de l’UNA en 2007.

L'ère la plus réussie de l'histoire du football de l'UNA s'est déroulée pendant le mandat de Bobby Wallace (en) en tant qu'entraîneur-chef. Après une période de reconstruction de quatre ans après l’arrivée de Wallace, les Lions enregistrent un bilan de 7-4-1 en 1992 et perdent au second tour des séries éliminatoires contre les Gamecocks de Jacksonville State, futurs champions nationaux de la division II. 
Au cours des trois années suivantes, de 1993 à 1995, l’UNA a enregistré une fiche de 41-1, qui comprenait également trois championnats consécutifs de la Gulf South Conference (en) et trois championnats nationaux consécutifs de la Division II de la NCAA - le premier Three-peat (en) dans l’histoire de la NCAA. 
Mark Hudspeth (en) amasse un bilan de 66 à 21 comme entraîneur-chef de l'UNA de 2002 à 2008. Il mène les Lions à au moins une des six premières places quatre fois en cinq ans. Il est nommé l'entraîneur de l'année de la Gulf South Conference à deux reprises. 
Le 1er janvier 2009, l'ancien entraîneur de football des Tigers d'Auburn, Terry Bowden (en), est nommé entraîneur-chef. Il remplace Mark Hudspeth, qui est parti rejoindre les Bulldogs de l'université d'État du Mississippi en tant qu'entraîneur adjoint. Bowden apporte un bilan de 111-53-2 à l'école en plus d'une longue liste de réalisations, notamment d'être nommé entraîneur national de l'année 1993, à la suite de sa première saison en tant qu'entraîneur-chef de la division IA à l'Université Auburn. Janoris Jenkins est le joueur clé de l'équipe. Bowden mène les Lions à des bilans de 11-2, 9-4 et 9-3 avant de partir pour devenir entraîneur-chef des Zips d'Akron après la saison 2011. 
Bobby Wallace est revenu chez les Lions le 2 janvier 2012 pour un second séjour, jusqu'en 2016, année où est remplacé par Chris Willis.

### Basketball
Sous la direction de l'entraîneur Bill L. Jones, les Lions remportent trois championnats de la Gulf South Conference en 1977, 1981 et 1984 et trois titres de tournoi de la GSC en 1981, 1984 et 1988. Jones dirige l’UNA aux tournois de la NCAA en 1977, 1979, 1980, 1981, 1984 et 1988. Ses équipes ont remporté les couronnes régionales en 1977, 1979, 1980, 1981 et 1984. 
L'entraîneur Gary Elliott conduit les Lions à leur deuxième championnat national en 1991, ainsi qu'à quatre apparitions dans la NCAA en 1991, 1994, 1995 et 1996. 
Bobby Champagne, sixième entraîneur-chef de basket-ball de l'UNA, conduit les Lions à trois apparitions consécutives dans les tournois de la Gulf South Conference et au premier tournoi de la NCAA du programme depuis 1996.
Depuis le 2 avril 2018, Tony Pujol est le nouvel entraîneur des Lions de North Alabama.